# 高山みれい
高山 みれい（たかやま みれい、1998年11月16日 - ）は、日本のグラビアアイドル、タレント。群馬県出身。元SPJ Entertainment所属。

## 略歴
2020年12月12日、アイドルグループ「ポスタルジア」のメンバーとしてデビュー。※ポスタルジア時の芸名は「鳥羽みれい」。
2022年6月1日、新宿SAMURAIでの公演を以って「ポスタルジア」を卒業。
2022年9月24日、1st DVD『こっそり見てね』を発売。
2022年11月7日発売の『週刊プレイボーイ』の企画「新世代グラドルボイン番付 2022年秋場所」にて、「西の関脇」に選出。
2023年5月22日発売の『週刊プレイボーイ』の企画「グラドル 地味子は隠れ巨乳番付 2023年春場所」にて、「東の小結」に選出。

## 人物
- 趣味は料理（毎日お弁当作り）、家事、音ゲー[1]。
- 特技は指の関節が柔らかいこと[1]。

## 作品

### イメージビデオ
- こっそり見てね（2022年9月24日、竹書房）[12][13]
- みれいちゃんは、ぷるんぷるん！（2022年12月20日、ラインコミュニケーションズ）[14]
- 胸のホクロ（2023年5月23日、エアーコントロール）[15]

### デジタル写真集
- 私服＆競泳水着（2022年12月16日、グラビア学園）
- 部屋着＆バニーガール（2022年12月16日、グラビア学園）
- けもの耳ビキニフレンド（2022年12月16日、グラビア学園）
- 自撮り写真集（2023年2月3日、グラビア学園）
- 見つめて欲しい（2023年2月24日、プレステージ出版、撮影：早川達也）[16]
- ミニマムGカップガール（2023年3月3日、竹書房）
- ひみつのほくろ（2023年3月3日、竹書房）